# Marjino (Kaliningrad)
Marjino (Марьино, deutsch Schleuduhnen) war ein Ort in Ostpreußen. Seine Ortsstelle gehört zum Munizipalkreis Rajon Prawdinsk (Stadtkreis Friedland) in der Oblast Kaliningrad (Gebiet Königsberg (Preußen)) der Russischen Föderation.

## Geographische Lage
Die Ortsstelle Marjinos liegt in der südlichen Mitte der Oblast Kaliningrad an der Grenze zwischen dem Rajon Prawdinsk und dem Rajon Bagrationowsk, 13 Kilometer nordwestlich der einstigen Kreis- und heutigen Rajonshauptstadt Friedland (russisch Prawdinsk) bzw. 26 Kilometer nördlich der zwischenzeitlichen und heute auf polnischen Hoheitsgebiet gelegenen Kreismetropole Bartoszyce (deutsch Bartenstein).

## Geschichte
Das einstige Schleuduhnen bestand aus einem großen Hof. Sein Gründungsjahr ist nicht bekannt. Der kleine Ort war in den Amtsbezirk Puschkeiten (russisch Sosnowka) im ostpreußischen Kreis Friedland (1927 bis 1945 „Kreis Bartenstein“) eingegliedert.
Am 30. September 1928 schloss Schleuduhnen sich mit den Nachbarorten Dommelkeim (russisch Filipoowka), Meisterfelde (Saretschje) und Puschkeiten (Sosnowka) zur neuen Landgemeinde Puschkeiten zusammen. Am 1. April 1937 wurde Schleuduhnen noch von Puschkeiten nach Eisenbart (russisch Konstantinowka) umgemeindet.
In Kriegsfolge wurde das gesamte nördliche Ostpreußen 1945 an die Sowjetunion abgetreten. Schleuduhnen erhielt 1947 die russische Namensform „Marjino“ und wurde in den Domnowski selski Sowet/okrug (Dorfsowjet Domnau) eingegliedert. Doch fand an dem Ort keine endgültige Besiedlung statt, bereits Jahre vor 1975 galt der Ort als verlassen und heute als untergegangen. Seine Ortsstelle liegt im Gebiet des Munizipalkreises Rajon Prawdinsk (Stadtkreis Friedland) in der russischen Oblast Kaliningrad (Gebiet Königsberg (Preußen)).

## Religion
Bis 1945 war Schleuduhnen in das Kirchspiel der evangelischen Kirche Stockheim (russisch Saizewo) in der Kirchenprovinz Ostpreußen der Kirche der Altpreußischen Union, außerdem seit 1931 in die römisch-katholische Pfarrei Friedland (Prawdinsk) im damaligen Bistum Ermland eingegliedert.

## Verkehr
Die kaum noch wahrnehmbare Ortsstelle Schleuduhnens resp. Marjinos liegt an der früheren deutschen Reichsstraße 131, die heute auf russischem Territorium als Regionalstraße 27A-083 (ex A 196) von Kaliningrad (Königsberg) bis nach Krylowo (Nordenburg) an der russisch/polnischen Staatsgrenze führt.